# Ludovico Lipparini
Ludovico Lipparini (Bologna, 17 febbraio 1800 – Venezia, 19 marzo 1856) è stato un pittore italiano.

## Biografia
Nato a Bologna, si trasferì nel 1817 a Venezia per studiare con il pittore Liberale Cozza e poi con Teodoro Matteini, dell'Accademia di Belle arti. Divise il proprio studio con Francesco Hayez che lo ritrasse nella figura del messaggero nel dipinto Pietro Rossi prigioniero degli Scaligeri (1818) e in gara con Hayez e altri pittori Lipparini dipinse la sua prima opera importante, il Filottete ferito (1820). 
Per studiare le opere degli artisti del passato, dal 1821 viaggiò a Roma, a Napoli, a Firenze e a Parma. Tornato a Venezia nel 1823, dipinse un neoclassico Giuramento degli Orazi e una Maria Maddalena orante nel deserto, acquistato dal principe Felice Baciocchi. Presentati a Bologna, i dipinti gli procurarono la nomina a socio onorario dell'Accademia bolognese di Belle arti.

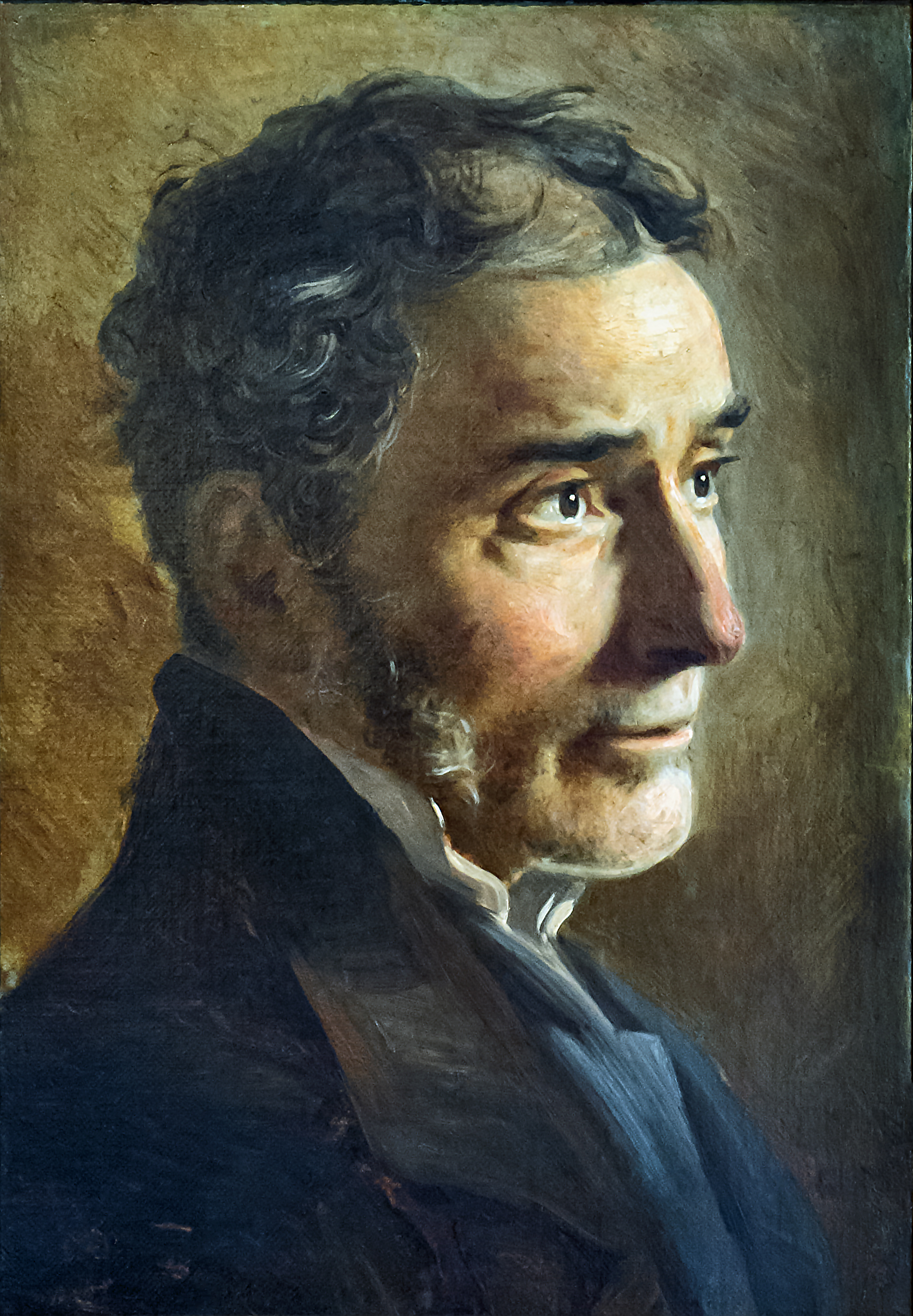
Il presunto ritratto di Lipparini eseguito da Tranquillo Cremona

A Venezia, nell'aprile del 1824 sposò la pittrice di paesaggi Anna Matteini (1782-1878), figlia di Teodoro, che gli diede tre mesi dopo la figlia Elisabetta: i Lipparini vennero rappresentati quello stesso anno nel suo Ritratto di famiglia. Numerosi i ritratti eseguiti dal Lipparini, anche per importanti personaggi quali il principe di Metternich o il maresciallo francese Auguste Marmont, oltre a tre versioni del suo protettore Leopoldo Cicognara, «una delle sue opere più riuscite per finezza d'introspezione psicologica».
Nel 1831 morì il suocero Teodoro Matteini e Lipparini gli succedette nella cattedra di figura all'Accademia di Venezia. Dalla seconda metà degli anni Trenta, seguendo le tracce di Francesco Hayez, l'interesse di Lipparini si volse alla storia medievale, come testimoniano il Marin Faliero del 1835 o il Vittore Pisani liberato dal carcere del 1840, ordinatogli dall'imperatore d'Austria Ferdinando I. Di quell'anno è anche la pala d'altare per la chiesa triestina di S. Antonio Nuovo Le sante martiri aquileiesi Eufemia, Tecla, Erasma e Dorotea, «caratterizzata da forme nitide e smaltate e da un impianto scenografico memore della grande tradizione pittorica bolognese, di cui Antonio Basoli era stato l'ultimo rappresentante».
Un altro tema toccato da Lipparini fu la moderna rivoluzione greca, vista con favore tanto dai liberali che dagli assolutisti, come il Costantino Ipsilanti, eseguito per Francesco Arese, il Suliotto che medita sulle condizioni della patria, per la granduchessa Elena di Russia, La morte di Marco Botzaris, per il Metternich, o Una barca dei greci, per Maria Elisabetta di Savoia-Carignano.
Lipparini occupò la cattedra di pittura all'Accademia veneziana nel 1847, a seguito della morte di Odorico Politi, avvenuta l'anno prima. Tra i suoi allievi si contano i pittori Antonio Rotta, Pompeo Marino Molmenti e Tranquillo Cremona. Il Cremona eseguì nel 1858, due anni dopo la morte del Lipparini, un ritratto d'uomo nel quale lo storico Giorgio Nicodemi nel 1933 volle identificare Ludovico Lipparini. L'attribuzione fu successivamente messa in dubbio.
Ebbe una figlia, il soprano Caterina Lipparini.

## Opere

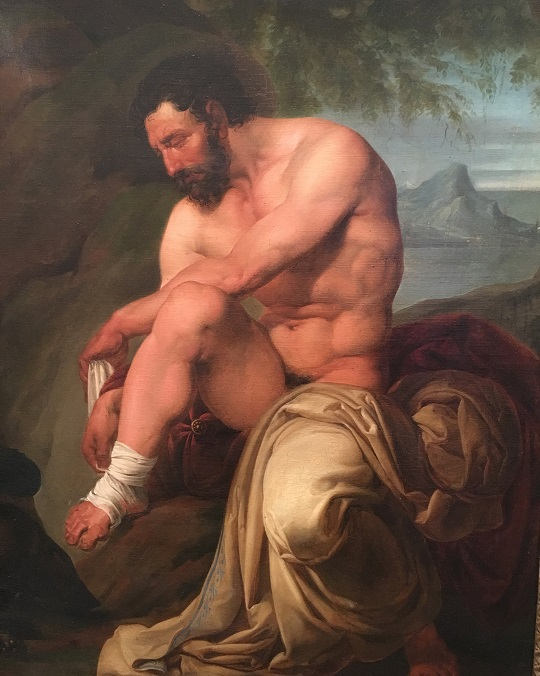
Filottete ferito, 1820

- Filottete ferito, palazzo Treves de Bonfili, Venezia, 1820
- Il giuramento degli Orazi, collezione privata, 1824
- Maria Maddalena orante nel deserto, collezione privata, 1824
- Ritratto di Gioacchino Rossini, collezione privata, 1824
- Ritratto di famiglia, collezione privata, 1824
- La famiglia del signor Filippo Panni bolognese, collezione privata, 1825
- Ritratto del prof. Antonio Basoli pittore, collezione privata, 1825
- La principessa Elisa Napoleona Baciocchi, collezione privata, 1825
- Ritratto di Leopoldo Cicognara, Gallerie dell'Accademia, Venezia, 1825
- Il beato Angelo da Acri, chiesa di San Giuseppe dei cappuccini, Bologna, 1825
- La stanza del pittore Francesco Francia visitato da Giovanni Bentivoglio II, collezione privata, 1826
- Erigone, collezione privata, 1827

Leopoldo Cicognara, 1825

- Leda con Giove trasformato in toro, collezione privata, 1827
- La morte di Camilla, collezione privata, 1827
- Socrate scopre Alcibiade nel gineceo, palazzo Treves de Bonfili, Venezia, 1829
- San Matteo, chiesa della Madonna della Salute, Venezia, 1830
- Il principe di Metternich, palazzo Treves de Bonfili, Venezia, 1830
- Il conte di Kolowrat, palazzo Treves de Bonfili, Venezia, 1830
- Iacopo e Giuseppe Treves, palazzo Treves de Bonfili, Venezia, 1830
- Ritratto di Auguste-Frédéric-Louis Viesse de Marmont, Gallerie dell'Accademia, Venezia, 1830
- L'ingegner Milani, palazzo Treves de Bonfili, Venezia, 1830
- Il deputato di borsa Aron Isach de Parente, Palazzo della Borsa Vecchia, Trieste, 1830
- Costantino Ipsilanti, collezione privata, 1834
- Marin Faliero, collezione privata, 1835
- Cia degli Ordelaffi, collezione privata, 1835

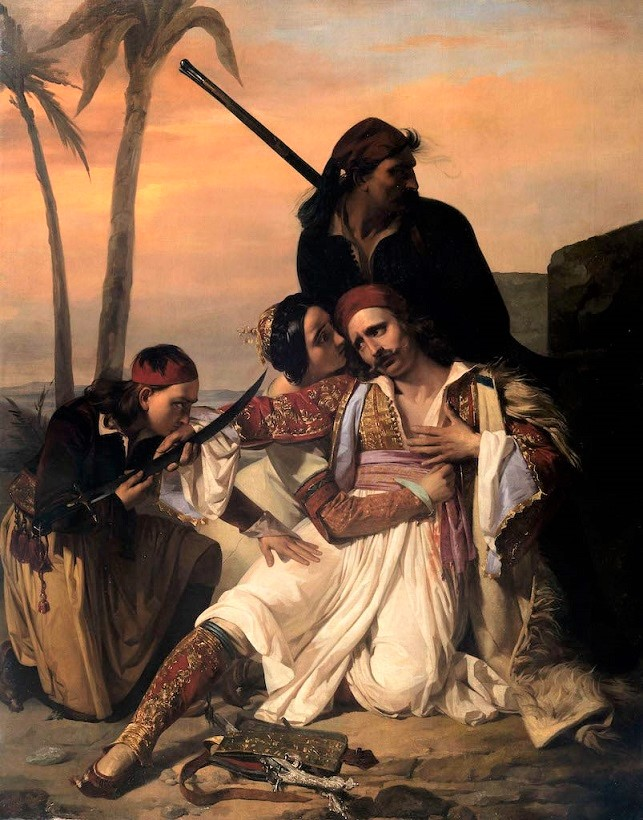
Morte di Lambro Zavella

- La famiglia di Caino, collezione privata, 1837
- Suliotto che medita sulle condizioni della patria, collezione privata, 1837
- L'arcivescovo Germanos pianta lo stendardo crociato sulla rupe di Calafrita, Galleria d'arte moderna, Milano, 1838
- Corsaro greco, Pinacoteca Tosio Martinengo, Brescia, 1839
- Vettore Pisani liberato dal carcere e presso ad essere comunicato, Österreichische Galerie Belvedere, Vienna, 1840
- Le sante martiri aquileiesi Eufemia, Tecla, Erasma e Dorotea, chiesa di S. Antonio Nuovo, Trieste, 1840
- Morte di Lambro Zavella, collezione privata, 1840
- La morte di Marco Botzaris, collezione privata, 1840
- La morte di Marco Botzaris, Civico Museo Sartorio, Trieste, 1841
- La morte di Marco Botzaris, collezione privata, 1844
- Una barca dei greci, Banca d'Italia, Verona, 1846
- Il giuramento di Byron sulla tomba di Marco Botzaris, Museo civico, Treviso, 1850

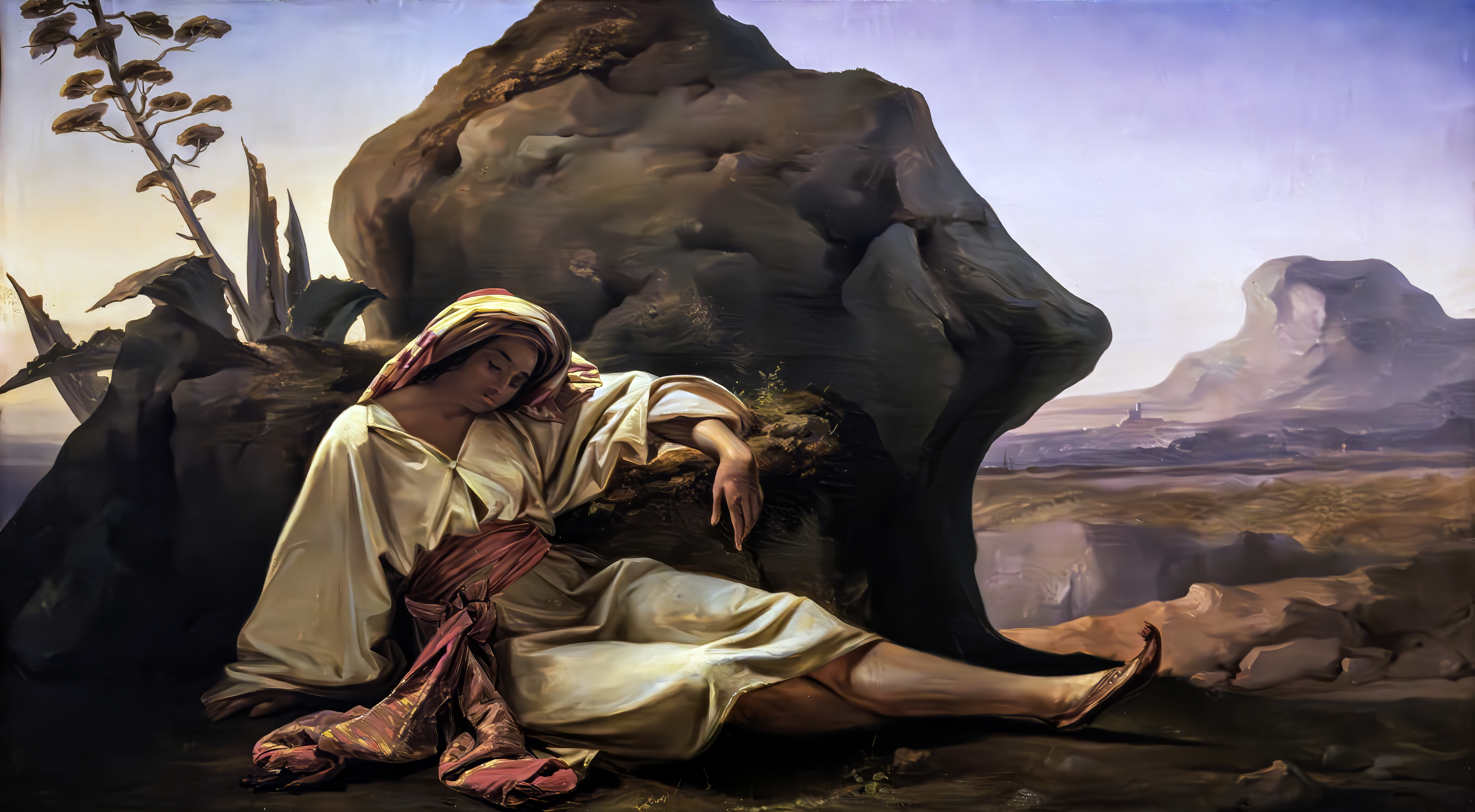
A beduin woman (1854) Treviso Museo civico Luigi Bailo

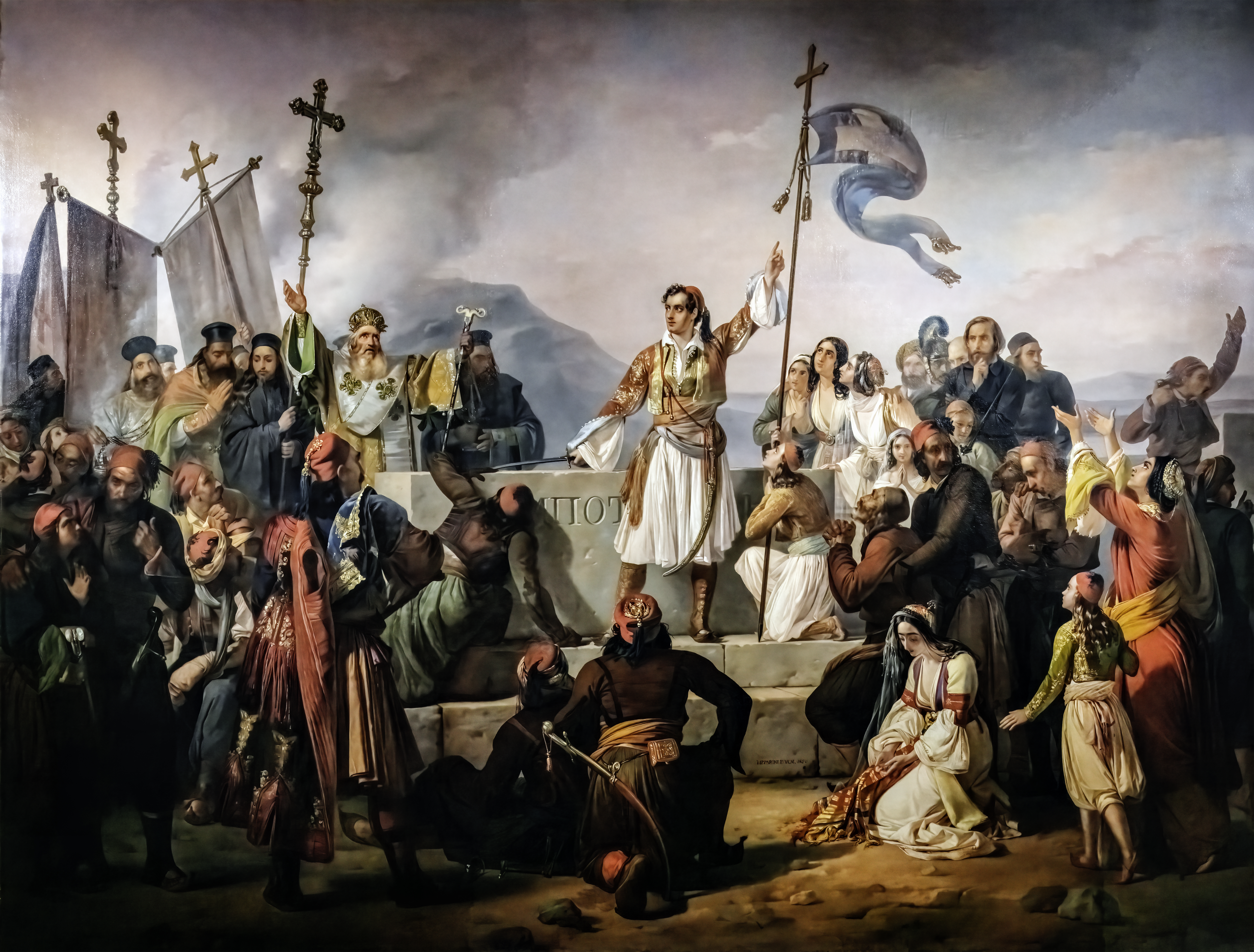
Lord Byron giura sulla tomba di Markos Botsaris (1850) Treviso Museo civico Luigi Bailo